# Eugen Spiegler
Eugen Spiegler (* 18. September 1881; † kurz nach 1923) war ein österreichischer Geher.

## Leben
Eugen Spiegler war Mitglied im Sportklub „Viktoria“. 1897 wechselte er zur Leichtathletiksektion des Wiener AC.
Bei den Olympischen Zwischenspielen 1906 in Athen wurde er als Zweiter im 1500-m-Gehen und im 3000-m-Gehen disqualifiziert.